# Ormosia multidentata
Ormosia multidentata är en tvåvingeart. Ormosia multidentata ingår i släktet Ormosia och familjen småharkrankar.

## Underarter
Arten delas in i följande underarter:
- O. m. curvata
- O. m. multidentata